# Rome (stanice metra v Paříži)

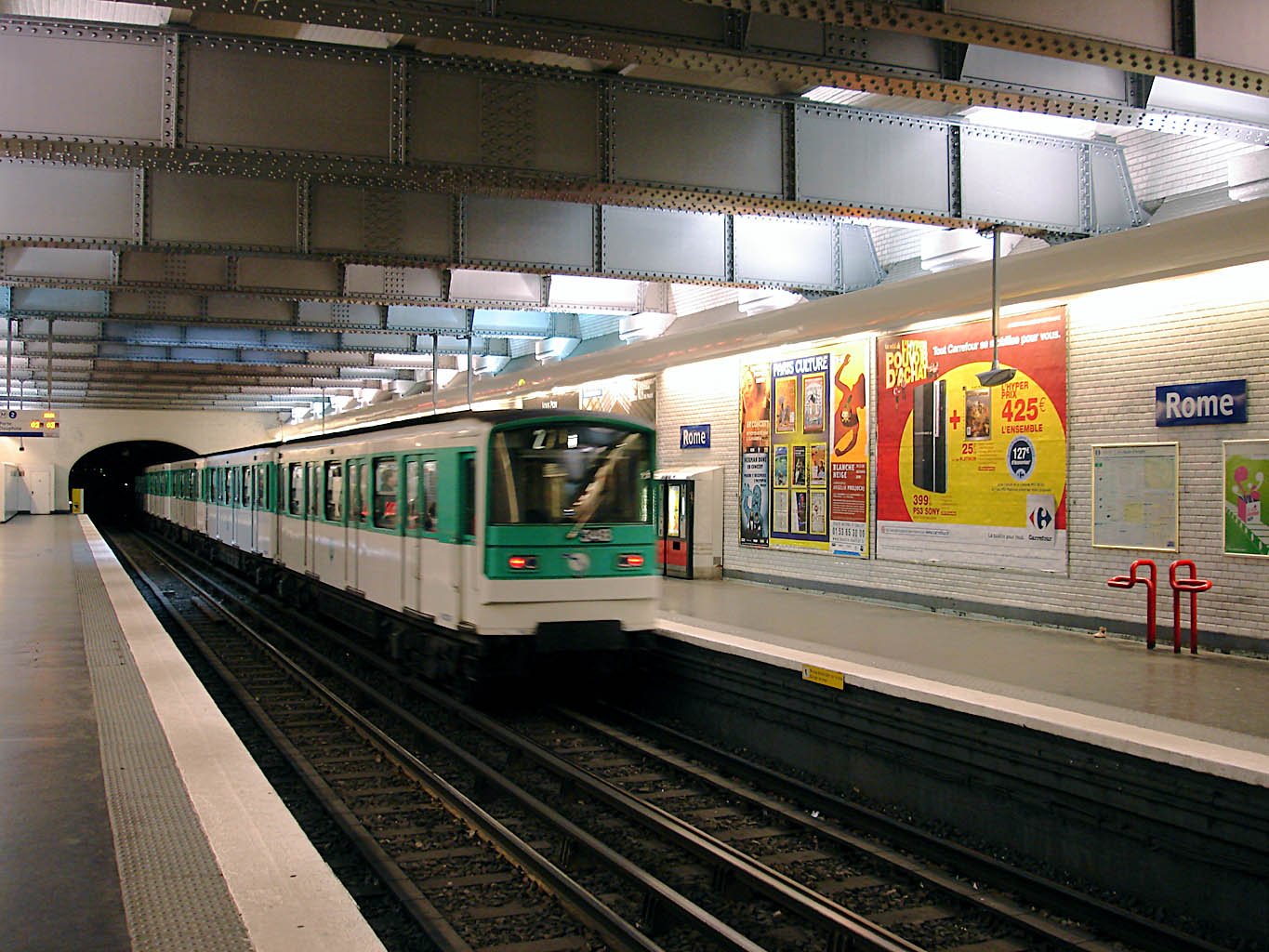
Nástupiště na stanici

Rome je nepřestupní stanice pařížského metra na lince 2. Nachází se na hranicích 8. a 17. obvodu v Paříži na křižovatce ulic Boulevard des Batignolles a Rue de Rome.

## Historie
Stanice byla otevřena 6. listopadu 1902, měsíc po prodloužení linky mezi stanicemi Étoile a Anvers. Během této doby projížděly vlaky stanicí bez zastavení.

## Budoucnost
Jeden z projektů rozšíření linky 14 počítá s jejím prodloužením ze stanice Saint-Lazare na sever. V takovém případě by se stanice stala přestupní. 

## Název
Jméno stanice znamená česky Řím a je odvozeno od názvu ulice Rue de Rome. Ulice ve čtvrti Europe poblíž nádraží Saint-Lazare jsou pojmenované po mnoha evropských městech (Neapol, Petrohrad, Londýn, Moskva, Dublin apod.)

## Vstupy
Stanice má je jediný vchod na Boulevard des Batignolles u domu č. 60.